# Graz Challenger 1989
Il Graz Challenger 1989 è stato un torneo di tennis facente parte della categoria ATP Challenger Series nell'ambito dell'ATP Challenger Series 1989. Il torneo si è giocato a Graz in Austria dal 10 al 16 aprile 1989 su campi in sintetico.

## Vincitori

### Singolare
Eric Jelen ha battuto in finale  Goran Prpić con il punteggio di 4–6, 6–0, 6–4

### Doppio
Petr Korda /  Jaroslav Navrátil hanno battuto in finale  Stanislav Birner /  Richard Vogel con il punteggio di 6–3, 6–7, 7–5